# Nonouti
Nonouti es un atolón perteneciente a la República de Kiribati en el océano Pacífico central. Está localizado al sur de las islas Gilbert, 38 km al norte de Tabiteuea y 250 km al sur de Tarawa. La región oriental de la isla es la principal masa de tierra permanente. En el lado noroeste se encuentra un islote deshabitado llamado Noumatong, donde existe un santuario de aves. El área oriental de la isla consiste en pequeños islotes e islas que forman una línea continua.
El atolón es el 3º más grande de las islas Gilbert, con una longitud de 35 km y una anchura de 15 km.
La estación gubernamental está localizada en el pueblo de Matang. El representante es el máximo puesto del gobierno sobre la isla. El primer presidente de Kiribati, Ieremia Tabei, era de Nonouti.
En la isla existen varias escuelas primarias y una escuela secundaria, la cual está administrada por la Iglesia protestante de Kiribati.
La casa de reunión (mwaneaba) más grande de Kiribati se encuentra en el pueblo de Taboiaki, donde se establecieron los primeros misioneros católicos en la década de 1880.
El nombre Nonouti significa "levantarse temprano para ir a pescar".
- Datos: Q1059275
- Multimedia: Nonouti / Q1059275